# Hormiger
Hormiger war eine spanische Automarke.

## Geschichte
Das Unternehmen des Ingenieurs Victoriano Alvargonzáles y Zarracina aus Cádiz begann 1906 mit der Produktion von Automobilen. 1912 endete die Produktion, als Delahaye keine Fahrgestelle mehr lieferte.

## Fahrzeuge
Das Unternehmen stellte Fahrzeuge auf Fahrgestellen von Delahaye her.